# Sibila de Saxe-Coburgo-Gota
Sibila Calma Maria Alice Batilde Teodora (Gota, 18 de janeiro de 1908 – Estocolmo, 28 de novembro de 1972) foi a esposa do príncipe Gustavo Adolfo, Duque da Bótnia Ocidental, e mãe do rei Carlos XVI Gustavo da Suécia. Era a segunda filha, a primeira menina, do príncipe Carlos Eduardo, Duque de Saxe-Coburgo-Gota, e sua esposa, a princesa Vitória Adelaide de Eslésvico-Holsácia-Sonderburgo-Glucksburgo. Pelo lado paterno, foi uma das bisnetas da rainha reinante Vitória do Reino Unido.

## Família
A princesa Sibila nasceu como a filha mais velha do príncipe Carlos Eduardo, Duque de Saxe-Coburgo-Gota, e da princesa Vitória Adelaide de Eslésvico-Holsácia-Sonderburgo-Glucksburgo.
Pelo lado familiar paterno, Sibila era uma bisneta da rainha Vitória do Reino Unido, sendo o seu avô, o príncipe Leopoldo, Duque de Albany, o quarto filho de Vitória e do seu marido o príncipe consorte Alberto de Saxe-Coburgo-Gota. Sua avó paterna era a princesa Helena de Waldeck e Pyrmont; a filha de príncipeJorge Vítor, Príncipe de Waldeck e Pyrmont e de sua primeira esposa, a princesa Helena de Nassau-Weilburg.
Sua tia-avó foi a rainha consorte Ema de Waldeck e Pyrmont dos Países Baixos.

## Casamento e filhos

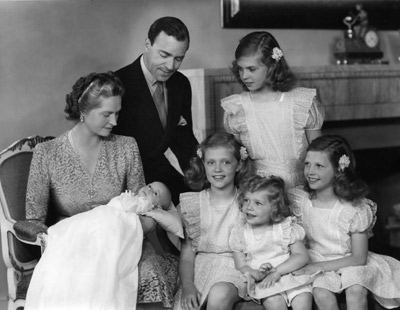
Sibila com o marido e os cinco filhos.

Em 19 de outubro de 1932, Sibila desposou o seu primo, o príncipe Gustavo Adolfo da Suécia, filho mais velho do futuro rei Gustavo VI Adolfo da Suécia e de sua primeira esposa, a princesa Margarida de Connaught, uma neta da rainha Vitória do Reino Unido. Eles tiveram cinco filhos:
- Margarida (1934-), casou-se com John Ambler, perdendo o estilo Sua Alteza Real.
- Brígida (1937-2024), casou-se com o príncipe João Jorge de Hohenzollern.
- Desidéria (1938-), casou-se com o barão Nils August Silfverschiöld, perdendo o estilo Sua Alteza Real.
- Cristina (1943-), casou-se com Tord Magnuson, perdendo o estilo Sua Alteza Real.
- Carlos XVI Gustavo (1946-), casou-se com Sílvia Renata Sommerlath.

Sibila ficou viúva em 1947 quando o duque Gustavo Adolfo sofreu um acidente de avião no aeroporto de Copenhaga na Dinamarca. O seu filho, o príncipe Carlos Gustavo, ficou em segundo lugar na linha de sucessão ao trono sueco com apenas um ano de idade e tornou-se príncipe herdeiro aparente aos quatro anos.
Quando a madrasta do seu ex-marido, a rainha Luísa Mountbatten, morreu em 1965, Sibila tornou-se na Princesa da Suécia mais importante da Casa de Bernadotte, tendo um papel importante de apoio ao seu sogro, o rei Gustavo VI Adolfo. Sibila morreu de cancro antes de o filho ascender ao trono.
Encontra-se sepultada em Kungliga begravningsplatsen (Royal Cemetery), Solna, Estocolmo na Suécia.

## Títulos, estilos e honras

Brasão de armas da princesa Sibila de Saxe-Coburgo-Gota, Duquesa da Bótnia Ocidental

- 18 de janeiro de 1908 - 28 me março de 1919: Sua Alteza Real, a Princesa Sibila de Saxe-Coburgo-Gota, Princesa do Reino Unido
- 28 de março de 1919 - 19 de outubro, 1932: Sua Alteza Real, a Princesa Sibila de Saxe-Coburgo-Gota
- 19 de outubro de 1932 - 26 de janeiro de 1947: Sua Alteza Real, a Princesa Sibila da Suécia, Duquesa da Bótnia Ocidental
- 26 de janeiro de 1947 - 28 de novembro de 1972: Sua Alteza Real, a Princesa Sibila da Suécia, Duquesa Viúva da Bótnia Ocidental

### Honras

#### Nacionais
- Suécia: Grã-cruz da Ordem do Serafim
- Suécia: Membro da Ordem da Família Real do rei Gustavo V
- Suécia: Membro da Ordem da Família Real do rei Gustavo VI Adolfo
- Casa de Saxe-Coburgo-Gota: Grã-cruz da Ordem da Casa de Saxe-Ernestine

#### Estrangeiras
- Alemanha Ocidental: Grã-cruz da Ordem do Mérito da República Federal da Alemanha (desenho especial)
- Países Baixos: Dama de Grã-cruz da Ordem do Leão de Ouro da Casa de Nassau